# Copa dos Campeões de Voleibol Masculino de 1993
A Copa dos Campeões de Voleibol Masculino de 1993 foi a primeira edição deste evento, sob chancela da Federação Internacional de Voleibol (FIVB). Foi sediado no Japão, com partidas realizadas nas cidades de Osaka e Tóquio, entre os dias 23 e 28 de novembro.
O título foi conquistado pela Itália, o seu primeiro na história, ao não perder nenhuma das cinco partidas realizadas. O oposto brasileiro Gilson Bernardo foi eleito o melhor jogador da competição.

## Equipes participantes
- Japão (país-sede)
- Brasil
- Itália
- Cuba
- Coreia do Sul
- Estados Unidos

## Sistema de competição
A Copa dos Campeões masculina foi disputada no sistema de pontos corridos. Os seis participantes se enfrentaram em grupo único. A equipe com a maior pontuação, ao final das cinco rodadas, foi declarada campeã.

## Resultados

### Primeira rodada
23 de Novembro
| Jogo   | Jogo | Jogo           | Parciais | Parciais | Parciais | Parciais | Parciais |
| Jogo   | Jogo | Jogo           | 1        | 2        | 3        | 4        | 5        |
| ------ | ---- | -------------- | -------- | -------- | -------- | -------- | -------- |
| Brasil | 3–1  | Cuba           | 8–15     | 15–10    | 15–8     | 15–6     |          |
| Itália | 3–0  | Coreia do Sul  | 15–5     | 15–9     | 15–9     |          |          |
| Japão  | 3–1  | Estados Unidos | 15–12    | 13–15    | 15–10    | 15–11    |          |

### Segunda rodada
24 de Novembro
| Jogo   | Jogo | Jogo           | Parciais | Parciais | Parciais | Parciais | Parciais |
| Jogo   | Jogo | Jogo           | 1        | 2        | 3        | 4        | 5        |
| ------ | ---- | -------------- | -------- | -------- | -------- | -------- | -------- |
| Itália | 3–1  | Japão          | 8–15     | 15–9     | 15–12    | 15–13    |          |
| Brasil | 3–1  | Estados Unidos | 4–15     | 15–13    | 15–13    | 15–8     |          |
| Cuba   | 3–1  | Coreia do Sul  | 15–10    | 13–15    | 15–8     | 15–8     |          |

### Terceira rodada
26 de Novembro
| Jogo   | Jogo | Jogo           | Parciais | Parciais | Parciais | Parciais | Parciais |
| Jogo   | Jogo | Jogo           | 1        | 2        | 3        | 4        | 5        |
| ------ | ---- | -------------- | -------- | -------- | -------- | -------- | -------- |
| Itália | 3–0  | Estados Unidos | 15–5     | 15–7     | 15–8     |          |          |
| Brasil | 3–0  | Coreia do Sul  | 15–9     | 15–12    | 15–7     |          |          |
| Cuba   | 3–1  | Japão          | 9–15     | 15–2     | 15–12    | 15–13    |          |

### Quarta rodada
27 de Novembro
| Jogo   | Jogo | Jogo           | Parciais | Parciais | Parciais | Parciais | Parciais |
| Jogo   | Jogo | Jogo           | 1        | 2        | 3        | 4        | 5        |
| ------ | ---- | -------------- | -------- | -------- | -------- | -------- | -------- |
| Itália | 3–2  | Brasil         | 8–15     | 17–15    | 15–13    | 13–15    | 15–11    |
| Cuba   | 3–0  | Estados Unidos | 15–7     | 15–6     | 15–9     |          |          |
| Japão  | 3–0  | Coreia do Sul  | 15–9     | 15–13    | 15–12    |          |          |

### Última rodada
28 de Novembro
| Jogo           | Jogo | Jogo          | Parciais | Parciais | Parciais | Parciais | Parciais |
| Jogo           | Jogo | Jogo          | 1        | 2        | 3        | 4        | 5        |
| -------------- | ---- | ------------- | -------- | -------- | -------- | -------- | -------- |
| Itália         | 3–1  | Cuba          | 15–10    | 15–9     | 9–15     | 15–13    |          |
| Estados Unidos | 3–2  | Coreia do Sul | 8–15     | 10–15    | 15–7     | 15–8     | 15–13    |
| Brasil         | 3–1  | Japão         | 15–8     | 15–8     | 7–15     | 15–11    |          |

## Classificação final
| Posição | Equipe         |
| ------- | -------------- |
|         | Itália         |
|         | Brasil         |
|         | Cuba           |
| 4       | Japão          |
| 5       | Estados Unidos |
| 6       | Coreia do Sul  |

## Premiações individuais
| MVP (Most Valuable Player) | Gilson Bernardo | Brasil         |
| Melhor atacante            | (Desconhecido)  | (Desconhecido) |
| Melhor bloqueadora         | (Desconhecido)  | (Desconhecido) |
| Melhor sacador             | Marcelo Negrão  | Brasil         |
| Melhor levantadora         | (Desconhecido)  | (Desconhecido) |
| Melhor receptor            | (Desconhecido)  | (Desconhecido) |
| Maior pontuadora           | (Desconhecido)  | (Desconhecido) |